# アレクサンドル・アルハンゲルスキー

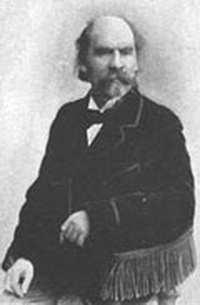
アレクサンドル・アルハンゲルスキー

アレクサンドル・アンドレーイェヴィチ・アルハンゲルスキー(1846年10月11日（23日とも） - 1924年11月16日)は、合唱指揮者、正教会の一員であるロシア正教会の聖歌作曲家。ロシア・ソビエト連邦社会主義共和国功労芸術家。
- (キリル文字表記）Александр Андреевич Арха́нгельский
- (ラテン文字表記）Aleksandr Andrejevich Arkhangel'skij

同姓の人物名は、現代日本では通例「アルハンゲリスキー」と転写されその方がより原音に近いとされる事が多いが、正教会の聖歌作曲家たる本項目の人物については日本正教会で行われている表記である「アルハンゲルスキー」が用いられる事が多く、本項の記事名・表記もそれに準拠した。

## 略歴

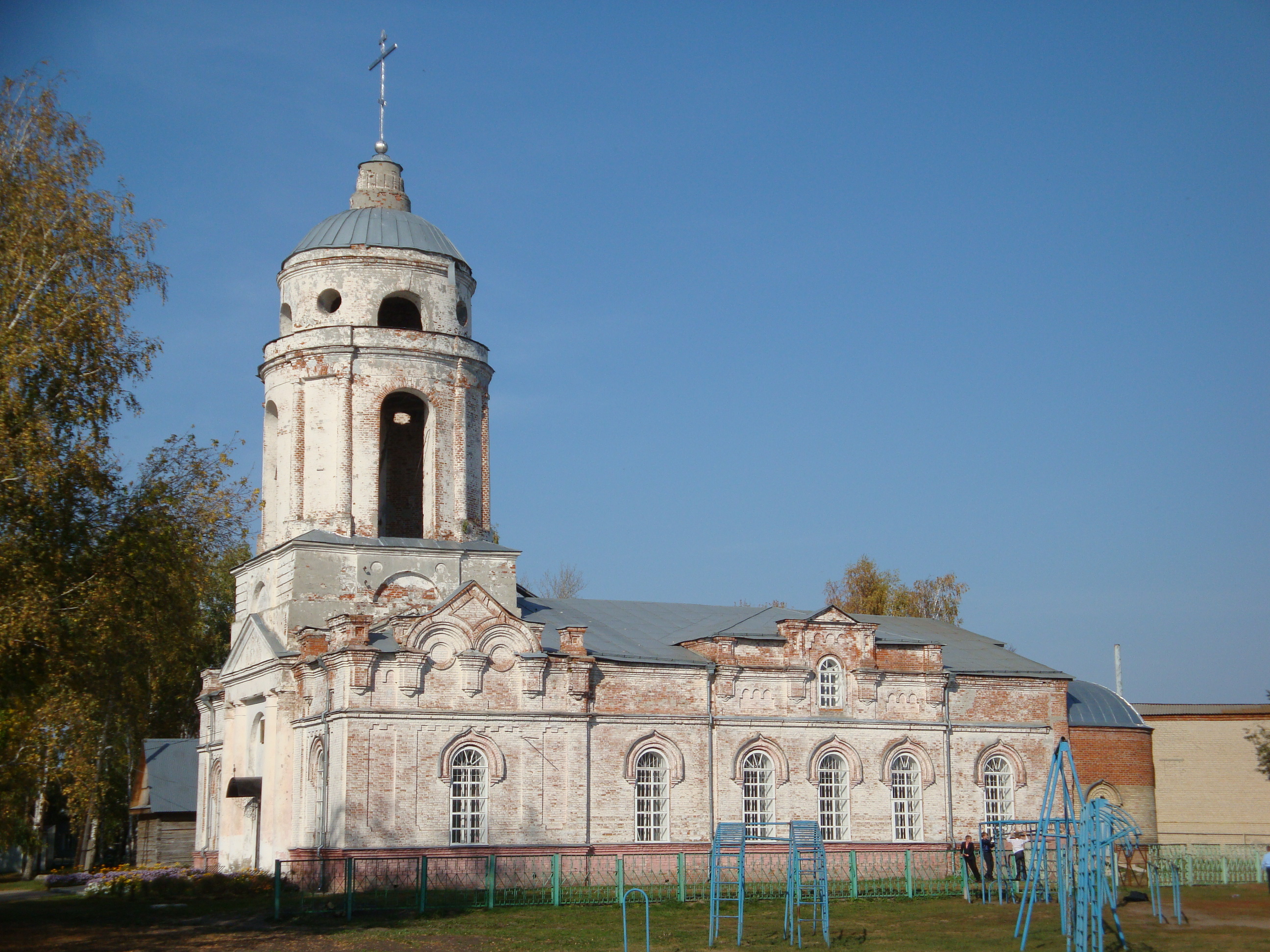
1850年代、彼が歌ったナロフチャットの大聖堂

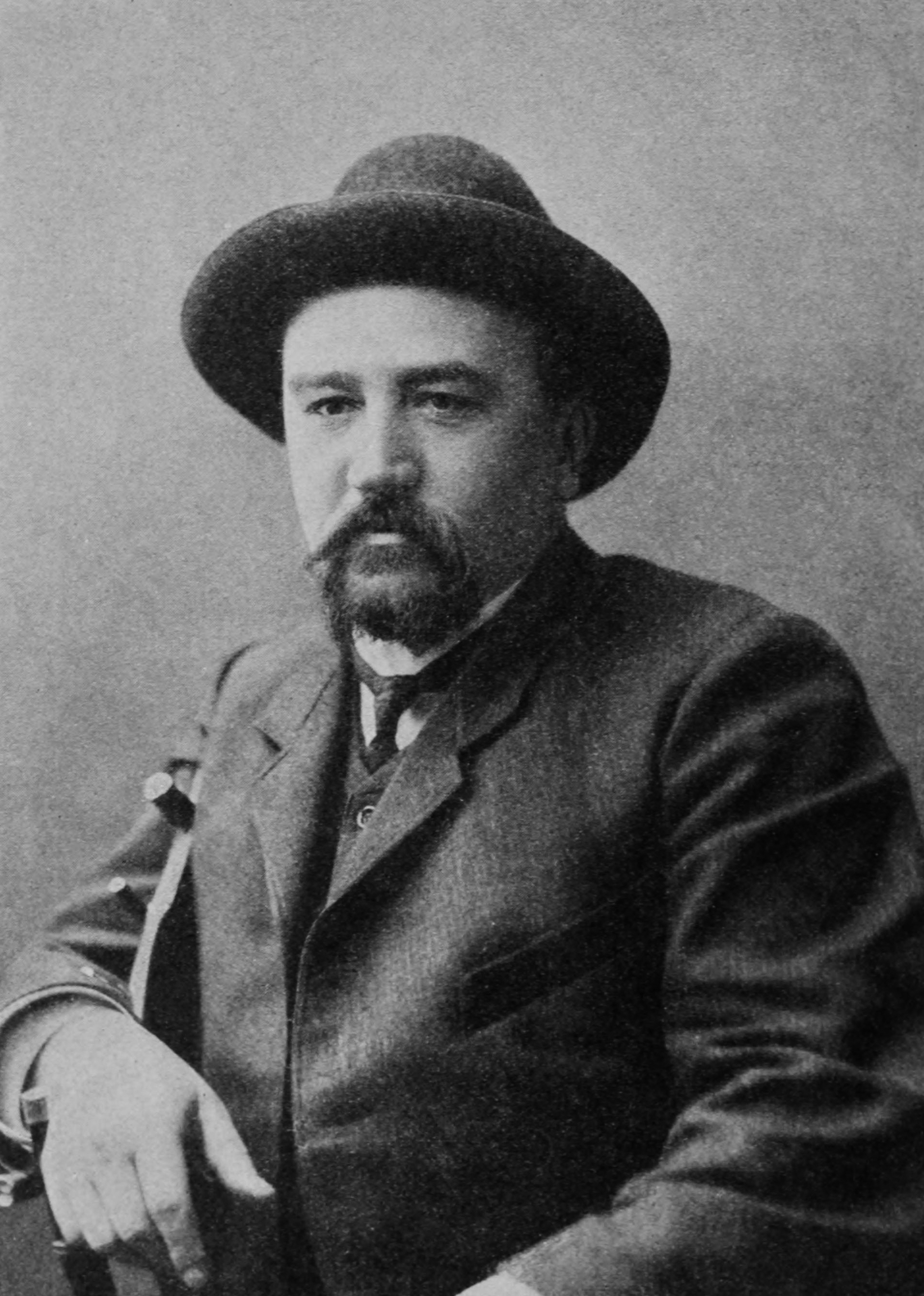
クプリーン

1846年にペンザ、ナロフチャツキーのミハイロヴォ・テジコヴォ村で農村司祭の子として生まれる。1850年代、青年となった彼はナロフチャットの大聖堂で歌った。この大聖堂は、1870年にアルハンゲリスキーと同じくナロフチャツキーに生まれた作家アレクサンドル・クプリーンがここで洗礼を受けたことでも知られる。大聖堂の建物は今でも残り、文化的な遺産の地位を保っている。
付近のクラスノスロボツキー神学校、ペンザ神学校で音楽教育を受けた後、1862年、16歳で聖歌隊の主唱者となる。作曲法と和声法をN.ポトゥレフ(1810 - 1873)に師事。同時期にクリュキー記号（近代以前のロシア聖歌の記譜法）によって記録された古典聖歌の研究に取り組み始めた。
彼はペンザで、その後サンクトペテルブルクで摂政を務めた。1872年から、彼はサンクトペテルブルクにある合唱団のメンバーとなった。アレクサンドロフスキー図書館では歌唱を教えた。彼は1880年にサンクトペテルブルクで混声合唱団を指揮し、広範囲のジャンルへの挑戦（ロシア民謡の編曲、古典合唱曲、現代音楽の作曲）と優れた音楽技術を持っていた。教会音楽の実践において、アルハンゲルスキーは、普通は少年で歌うパートをあえて女性に歌わせるという革新をもたらした。ロシアの宗教音楽の分野においてアルハンゲルスキーは社会や音楽界にロシアの歌への関心を呼び起こし、合唱団のために多くの曲を編曲した人物である。
1880年にペテルブルクに来てから、終生彼が指導し続ける事に成る合唱団を組織する。この時、公式な聖歌隊としてはロシア正教会で初めてソプラノとアルトを導入し、混声合唱を採用した（それまでは少年合唱が高音部を歌っていた）。

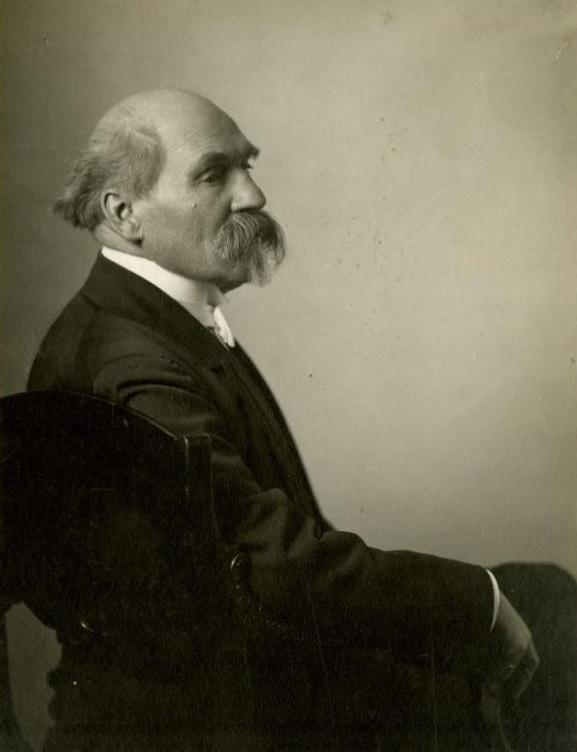
1924年より前に撮影された写真

聖体礼儀や徹夜祷（晩祷）といった正教会の奉神礼音楽に、膨大な作品を遺している。ドミトリー・ボルトニャンスキーの頃から始まった、西欧化された正教会聖歌を奉神礼に適合した伝統のもと復興させようという流れが完全に定着した時代にあった作曲家の1人がアルハンゲルスキーである。同時代に活躍した同様の傾向を持つ作曲家にパーヴェル・チェスノコフが居る。
その素朴かつ美しいメロディと和声付けから、ロシア正教会に広く親しまれる聖歌作品が多い。また日本正教会でもアルハンゲルスキーの聖歌がしばしば歌われている。
2つのオリジナルの典礼、徹夜徹夜、そして11のケルビの歌、10の賛美歌「世界の慈悲 Милость мира」、礼拝中に歌われる16曲の賛美歌を含む80程のを書いた。傑出した作品の中で、その高い情熱性が特徴の「Помышляю день страшный」は特筆に値する。
1908年、モスクワで第一回指揮者会議を主宰した。
1921年10月、サンクトペテルブルクで音楽活動50周年を祝い、ロシア・ソビエト連邦社会主義共和国功労芸術家の称号を授与された。
晩年の2年間はプラハに住み、そこで少年合唱団と活動した。
1924年にチェコ・プラハのヴィノフラディにある住居にて永眠。その後、この建物にはチェコ語とロシア語で書かれた記念プレート（大理石）が設けられた。
彼は当初、プラハの聖母被昇天教会のすぐ近くにあるプラハのオルサニー墓地に埋葬されていた。その後、1925年に親戚や友人の要求により、彼の遺骨はレニングラードに移送され、サンクトペテルブルクのアレクサンドル・ネフスキー大修道院内にあるチフヴィン墓地に埋葬された。

## 遺産
2002年にアルハンゲリスキーの名前がペンザ音楽学校に付けられたが、新たに芸術大学となった後、ここにはその名前が残されなかった。 2021年、大学は再びアルハンゲリスキー学校の名前となった。
2003年、ペンザのロシア合唱・声楽文化センターの建物にアルハンゲリスキーの記念プレート（製作：アレクサンドル・ハチャトゥリアン）が付けられた。
2019年、ナロフチャットにアレクサンダー・アルハンゲリスキー博物館がオープンした。

## ギャラリー

### 画像

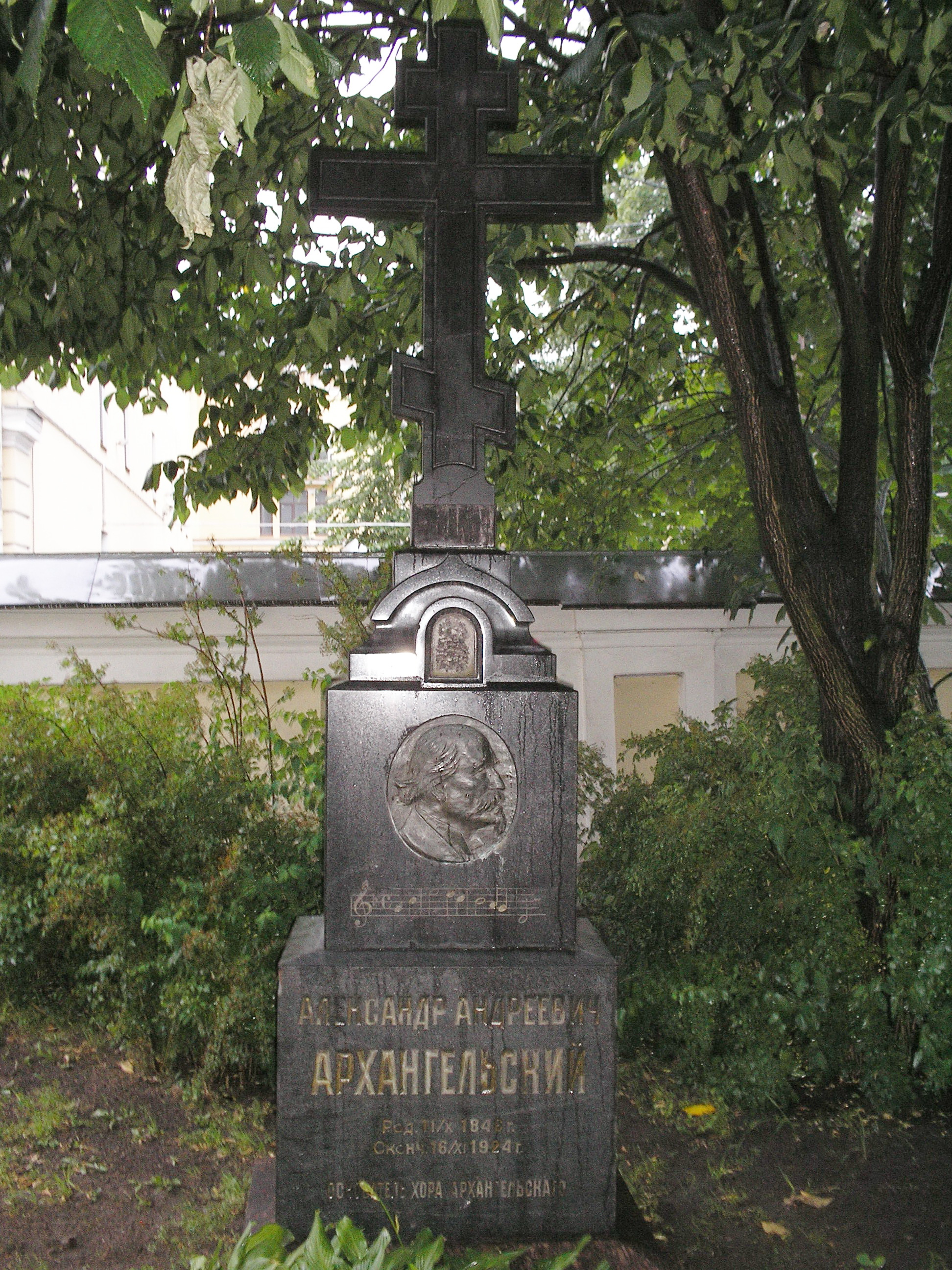
アレクサンドル・ネフスキー大修道院内、チフヴィン墓地にある彼の墓
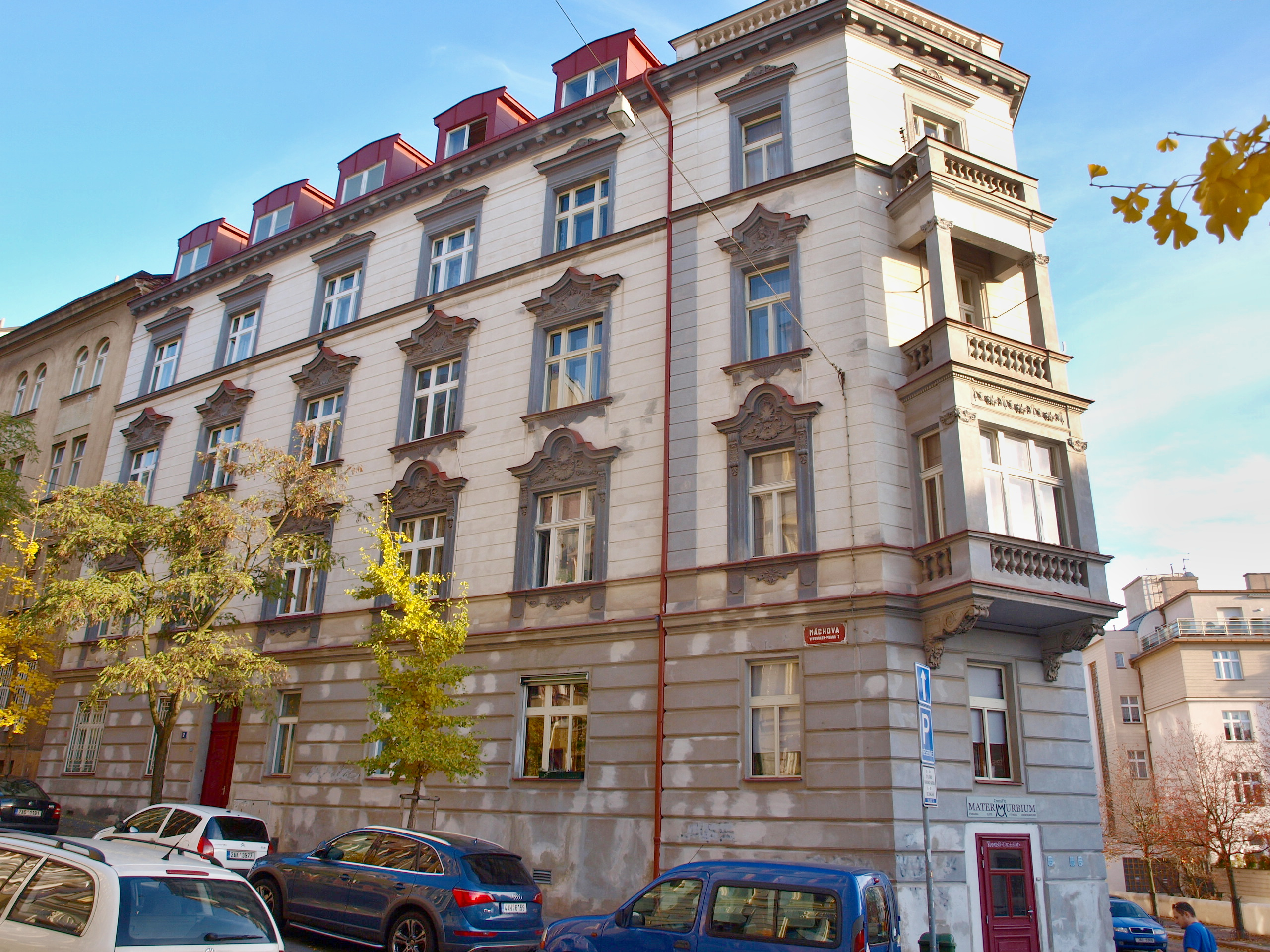
アルハンゲルスキーの亡くなったプラハのヴィノフラディにある住居